# Anthicus sacramento
Anthicus sacramento és una espècie de coleòpter polífag pertanyent a la família Anthicidae. És un endemisme de Califòrnia present en alguns indrets al llarg dels rius Sacramento, San Joaquín i Feather.

 Viu en dunes i bancs de sorra. També se n'ha trobat en munts de runes de dragatge. Els adults fan entre 3,18 i 3,63 mm de llargària total. Els èlitres són de color marró groguenc a negrós i les potes marró groguenc. Tot i que ha desenvolupat completament les ales posteriors, no se n'ha observat mai individus volant. A diferència de molts altres escarabats d'aquesta família, els exemplars adults no són atrets per la llum ultraviolada.